# Six Flags
Six Flags (NYSE: SIX) er verdens største operatør af forlystelsesparker. Virksomheden har hovedkontor i New York og driver i alt 30 parker, hvor de 24 af dem bærer navnet "Six Flags". Navnet stammer fra åbningen af den første park, der skete i Texas i 1961, hvor delstaten havde haft seks forskellige flag i løbet af dens historie.
Man har tidligere haft parker i Europa, men disse blev solgt fra i 2004, hvorfor man i dag kun driver parker i USA, Mexico og Canada. Der er dog nu planer om at åbne parker i Kina og Abu Dhabi inden alt for længe.
I virksomhedens park i New Jersey, USA, ligger verdens højeste rutsjebane, Kingda Ka.